# Antoni Gonzalez
Antoni Gonzalez (ur. ok. 1593 w León; zm. 24 września 1637 w Nagasaki w Japonii) – święty Kościoła katolickiego, hiszpański dominikanin, misjonarz na Dalekim Wschodzie, męczennik.

## Życiorys
Urodził się ok. 1593 w León. Do zakonu dominikanów wstąpił w wieku 16 lat w swoim rodzinnym mieście. Po otrzymaniu święceń kapłańskich wysłano go do Ávila, gdzie nauczał teologii oraz był odpowiedzialny za formację kandydatów do zakonu.
W 1631 r. wyruszył na misje na Daleki Wschód. Do Manili dotarł w końcu maja 1632 r., gdzie podjął pracę na Uniwersytecie św. Tomasza. Pragnął jednak udać się na misje do Japonii, na co pozwolenie otrzymał w 1636 r.
Przybył na Okinawę w końcu czerwca 1636 r. razem z dominikanami Wilhelmem Courtet, Michałem de Aozaraza, Wincentym od Krzyża Shiwozuka i dwoma wiernymi świeckimi (Wawrzyńcem Ruiz i Łazarzem z Kioto). W tym czasie w Japonii trwały prześladowania chrześcijan. Środki ostrożności, jakie podjęli przybysze okazały się niewystarczające i krótko po dotarciu do Japonii zostali on schwytani. Przez ponad rok byli uwięzieni na Okinawie, a 21 września 1637 r. Antoniego Gonzaleza razem z Wawrzyńcem Ruiz i Łazarzem z Kioto zabrano do Nagasaki. Został poddany torturom mającym skłonić go do wyrzeczenia się wiary, które jednak go nie złamały. Rankiem 24 września 1637 r. został znaleziony martwy w celi. Zmarł w wyniku zadanych tortur, które spowodowały uszkodzenie płuc i krwotok. Ciało zostało spalone, a popioły wrzucono do morza.
Został beatyfikowany przez Jana Pawła II 18 lutego 1981 r. w Manila na Filipinach w grupie Dominika Ibáñez de Erquicia i towarzyszy. Tę samą grupę męczenników kanonizował Jan Paweł II 18 października 1987 r.